# کشتار کاروان مرکز درمانی هداسا
کشتار کاروان هداسا در ۱۳ آوریل ۱۹۴۸ اتفاق افتاد، زمانی که کاروانی با اسکورت شبه‌نظامیان هگانا که تجهیزات پزشکی و نظامی و پرسنل را به بیمارستان هداسا در کوه اسکوپوس اورشلیم می‌آورد، توسط نیروهای عرب مورد تهاجم قرار گرفت. ۷۸ یهودی متشکل از پزشک، پرستار، دانشجو، بیمار، کادر اداری که ۲۳ تن از آن‌ها زن بودند و جنگجویان هگانا به علاوهٔ یک سرباز انگلیسی در این حمله کشته شدند. ده‌ها جسد سوزانده شدند به طوری که دیگر قابل شناسایی نبودند و در گور دسته‌جمعی در سنهدریا دفن شدند.
آژانس یهود مدعی شد که این قتل‌عام نقض فاحش قوانین بشردوستانه بین‌المللی است و خواستار اقدام علیه نقض کنوانسیون ژنو شد. اعراب ادعا کردند که به یک آرایش نظامی حمله کرده‌اند، که همه اعضای کاروان درگیر جنگ بوده‌اند و تشخیص رزمندگان از غیرنظامیان غیرممکن بوده است. استعلام انجام شد. در نهایت توافقی برای جداسازی کاروان‌های نظامی از انسان دوستانه حاصل شد. حمله به این کاروان به عنوان انتقام‌جویی از کشتار دیر یاسین که پنج روز قبل رخ داده بود، انجام شد.